# Мегет (Иркутская область)
Меге́т — посёлок в Ангарском городском округе Иркутской области России.

## История
Законом Иркутской области от 09.12.2014 N 147-ОЗ рабочий посёлок Мегет был преобразован в сельский населённый пункт — посёлок Мегет.
Был административным центром городского поселения Мегетское муниципальное образование Ангарского муниципального района. Законом Иркутской области от 10 декабря 2014 года № 149-ОЗ, с 1 января 2015 года все муниципальные образования ныне упразднённого Ангарского муниципального района, в том числе и Мегетское муниципальное образование, объединены в Ангарский городской округ.

### Топонимика
Название «Мегет» селу досталось от одноимённой реки, протекающей неподалёку.
В переводе с селькупского языка Мегет — «протока».
В статье «В индейцах течет сибирская кровь…» известного иркутского краеведа Станислава Андреевича Гурулёва говорится о том, что название коренного народа Сибири кетов вошло во многие топонимы, в том числе и в Мегет:

Часто топонимы возникали от самоназваний народов. Так, места расселения коттов (русские их называли просто котами или котовцами) зафиксированы в названиях рек и посёлков Коты (по Куде, притоку Ангары; на берегу Байкала). Самоназвание кетов (от слова кет, гет, гит — человек) вошло во многие топонимы: Олгыт, Богдейгет, Тымдагет, Китой (река и посёлок), Мегет (река и посёлок), Кет (река и два посёлка). В Северной Америке этим топонимам соответствуют многие индейские топонимы: Бекет, Кит, Ките, Меггетт, Хакетт и др. Среди индейцев Северной Америки есть родовые группировки с близкими названиями: кэддо — индейская группа из семьи хока-сиу; в группе кэддо существует род кэдохадачо — «настоящие люди». Сибирский Мегет и североамериканский Меггетт en:Meggett, South Carolina (небольшой город) обнаруживают удивительное сходство, но смысловое значение обоих топонимов остается не расшифрованным (кроме гет).

Примечательно, что в западноафриканском государстве Буркина-Фасо существует департамент (коммуна) Мегет в провинции Ганзургу.
А в монгольских источниках, датированных 1239 годом, сообщается о взятии города Мегет. Мегетом монголы называли аланскую столицу Магас. Донесение верховному хану Угэдею, посланное от Бату после произведённых им завоеваний в Восточной Европе, выглядело следующим образом:

Силою вечного неба и величием государя и дяди мы разрушили город Мегет и подчинили твоей власти одиннадцать стран и народов.

Однако, несмотря на поразительные сходства, вероятность того, что слово «Мегет» монгольского или западноафриканского происхождения, очень мала.

## История градообразующих предприятий и районов Мегета

### Геологоразведочная экспедиция
База геологоразведки, размещенная в Мегете, имела большое стратегическое значения в масштабах страны. Отсюда в «поля» геологи отправлялись не только по всей Восточной Сибири, но и на Камчатку, Чукотку, в страны Африки и Азии. Это был единый эксклюзивный центр по исследованию недр всего востока СССР. Добытые сведения и пробы привозились в Мегет и изучались методом анализа. Сотрудники именно мегетской геологоразведки открыли крупнейшее в Советском Союзе золотоносное месторождение Сухой Лог в Бодайбинском районе.
Специалисты съезжались в Мегет со всей страны — из Казани, Львова, Ленинграда, Москвы, Самарканда — для работы и жизни на новом месте. Это создало особый, насыщенный, интеллигентный и дружелюбный микроклимат в Экспедиции — компактном районе проживания работников геологии. Лучшие качества столь самоотверженной, альтруистичной и романтичной профессии, как геолог, были всеобщими и воспринимались как естественное мировоззрение. Часто ходили в походы или ездили на Байкал целыми дворами. Рассказы об увиденном в дальних поездках, песни у костра и лыжи были среди основных развлечений.
Вместе с ликвидацией Советского Союза прекратила свою работу и государственная системная геологоразведка. Корпуса лаборатории, камералок, где проводились исследования, были заброшены, всё оборудование и документы, мебель — уничтожены. Многим бывшим геологам пришлось осваивать новые профессии, десятки семей уехали из Мегета.

## Физико-географическая характеристика

### Географическое положение
Посёлок расположен на Транссибирской железной дороге в 15 км северо-западнее центра Иркутска и 17 км юго-восточнее города Ангарска. В 2 километрах от посёлка проходит федеральная трасса М53. До озера Байкал около 80 км, до реки Ангары — 2 км.
На электропоезде до Иркутска можно доехать за 40—50 минут, на маршрутном такси — за 40 минут. До Ангарска на электропоезде и на маршрутном такси — 30 минут.

### Часовой пояс
Мегет находится в часовой зоне Иркутского времени, обозначаемой по международному стандарту как Irkutsk Time Zone (IRKT). Смещение относительно Всемирного координированного времени (UTC) составляет +8:00. Местное время отличается от поясного времени на 2 часа. Разница с Москвой составляет +5 часов.

### Климат
Климат Мегета резко континентальный (из-за удалённости от океана) со значительными суточными и годовыми колебаниями температур воздуха. Разница летних и зимних температур может превышать 80 °C.
Отрицательная температура устанавливается в октябре и держится до середины апреля. Зима суровая, затяжная продолжительностью около 5 месяцев. С приходом Сибирского антициклона устанавливается ясная, морозная и безветренная погода. Самый холодный месяц в году — январь, средняя температура составляет −18 °C. Весна сухая, короткая; снег сходит в апреле, плюсовая температура устанавливается к началу мая. Лето в первой половине жаркое и сухое, на вторую половину приходятся затяжные дожди. Самый тёплый месяц — июль, средняя температура составляет 18 °C. Осень тёплая и сухая; характерны резкие суточные перепады температур.

### Река Мегет
К югу от посёлка протекает река Мегет (среди местных жителей её также называют «Мегетка»), которая впадает в Ангару в 1691 километре от устья, являясь левым притоком. Длина водотока составляет 17 километров, водосборная площадь — 74,8 км².

### Флора
Флора представлена различными кустарниками, лиственничными и хвойными деревьями. В основном, это берёза повислая и сосна обыкновенная. Также встречаются ель сибирская, ель обыкновенная, клён ясенелистный, тополь лавролистный, сирень обыкновенная, рябина обыкновенная, черёмуха обыкновенная, реже — сосна сибирская, лиственница сибирская.

### Экология
В 2003 году Иркутское межрегиональное территориальное управление по гидрометеорологии и мониторингу окружающей среды начало проводить работы по контролю за состоянием природной среды в районе Ангарского электролизного химического комбината. В результате проведённого обследования было установлено, что радиоактивное загрязнение почвы, растительности и снежного покрова в радиусе 20 км от комбината не превышало критических значений. На 2-м километре автодороги на посёлок Большая Елань отмечена наибольшая плотность радиационного загрязнения травяного покрова, которая превысила фоновую в 4,4 раза. Наибольшая плотность загрязнения почвы бета-активными продуктами была зарегистрирована в посёлке Мегет, фоновое значение оказалось превышенным в 4,9 раз. Датчик АТС-4 г. Ангарска ежеминутно измеряет гамма-излучение и сообщает об естественном природном радиационном фоне.
По сообщению Иркутского управления по гидрометеорологии и мониторингу окружающей среды, в ноябре 2013 года в районе посёлка концентрации контролируемых загрязняющих примесей не превышали санитарные нормы.

## Население
| 1959  | 1970  | 1979  | 1989  | 2002  | 2009  | 2010  |
| ----- | ----- | ----- | ----- | ----- | ----- | ----- |
| 4930  | ↗5072 | ↗6880 | ↗8008 | ↗8593 | ↗8917 | ↘8828 |
| 2011  | 2012  | 2013  | 2014  | 2021  |       |       |
| ↗8832 | ↗8873 | ↘8859 | ↗8918 | ↘8605 |       |       |

## Социальная сфера
В посёлке имеется поликлиника, детская школа искусств, библиотека, две начальные и одна средняя школа, три детских сада, а также спортивный комплекс «Альтаир», ЖД вокзал, ветеринарная.

## Экономика
- Иркутская база сжиженного газа — филиал ОАО «СГ-транс»;
- Нефтеналивная станция (Нефтепровод из Западной Сибири заканчивается фактически здесь);
- Дорожное ремонтно-строительное управление № 4, обслуживающее часть федеральной трассы М53 от Иркутска до Черемхово.
- Консервный завод;
- Радиостанция (является одной из старейших в Сибири, имела важное стратегическое значение);
- Филиал предприятия «Труд»;
- ООО «Сибна»;
- Мегетская птицефабрика (в настоящее время входит в состав корпорации «Труд-Агро»);
- Хлебная база № 15 — единственное зернохранилище резервного фонда Иркутской области и одно из крупнейших в Сибири.

## Религиозные сооружения
В районе Хлебной базы расположен Православный приход Храма во имя святителя Иннокентия.
В 2014 году на Девятке открыли храм во имя святителя Иоанна Златоуста, архиепископа Константинопольского.

## Мегетское муниципальное образование
Кроме городского поселения Мегет, в Мегетское муниципальное образование входят:
- деревня Шароны;
- ДРСУ № 4;
- деревня Стеклянка и дачные посёлки, расположенные по дороге Шароны — Ключевая;
- деревня Зверево;
- Лесничество;
- деревня Ударник;
- деревня Зуй (основана в XVIII веке). Через деревню проходил старый Московский тракт, поэтому здесь были постоялые дворы, трактиры, церковь Св. Петра и Павла. От старой деревни почти ничего не осталось, так как она была перенесена. На этой территории с 90-х годов активно ведутся работы чёрных искателей, а также неоднократно проходили археологические соревнования регионального и федерального уровня. Второе рождение Зуй получил в конце двадцатого века — иркутяне, ангарчане и мегетчане строили здесь коттеджи.
- СИБИЗМИР. Жилой массив, где до распада СССР находился Сибирский научно-исследовательский институт земного магнетизма ионосферы и распространения радиоволн. Самый большой солнечный телескоп в мире (по данным на конец 80-х прошлого века) диаметром 1 м, ранее находившийся здесь, теперь в Листвянке, на берегу Байкала.
- станция Карьер.

Непосредственно Мегет делится на следующие районы:
- Девятка (центр посёлка);
- Штаты;
- СМП;
- Экспедиция;
- Хлебная база;
- Хасан;
- Железнодорожный район.

## Проект «Большой Иркутск»
С 1980-х годов разрабатывался проект объединения населённых пунктов Иркутской агломерации в единое административное образование «Большой Иркутск», получивший подробнейшую детализацию в 2006—2007 годах. Поскольку географически Мегет находится в центре агломерации, между Иркутском, Шелеховым и Ангарском, по одному из проектов, здесь предполагали разместить деловой и административный центр нового мегаполиса, однако после отставки лоббировавшего проект губернатора А. Г. Тишанина все работы в этом направлении были приостановлены. По проекту агломерации «Большой Иркутск» на территории Мегетского муниципального образования (район Ключевая Падь) предполагалось разместить аэропорт Иркутск-Новый, от станции Мегет к нему будет проведена железная дорога для грузовых составов, а также скоростных экспрессов. Позднее был выбран другой вариант размещения аэропорта — площадка Позднякова. Однако и этот проект реализован не был (по состоянию на 2024 год).

## Улицы посёлка
| - 1-й квартал; - 8 Марта; - Ангарская; - Байкальская; - Банный переулок; - Берёзовая; - Весенняя; - Геологическая; - Геофизиков; - Детсадовская; - Долгожданная; - Еловая; | - Железнодорожная; - Заводская; - Зелёная; - Калинина; - Ленина; - Лесная; - Лучистая; - Майская; - Матросова; - Мира; - Молодёжная; - Нагорная; | - Надежды; - Некрасова; - Октябрьская; - Оренбургская; - Песчаная; - Пожарный переулок; - Полевая; - Производственная; - Пушкина; - Садовая; - Советская; - Совхозный переулок; | - Сосновая; - Таёжная; - Торговый переулок; - Трактовая; - Тупиковая; - Хлебная база; - Центральная; - Чайковского; - Чехова; - Школьный переулок; - Юбилейная. |

## Интересные факты
- Самая длинная улица Мегета — Калинина. Она протянулась через весь посёлок, и её длина составляет приблизительно 4 километра.
- На территории находится радиостанция сооружённая в 1994 г. телекоммуникационная башня высотой 246 метров — 7 по высоте башня России.
- Мегетская радиостанция обеспечивала связь Гагарина с Землёй.